# Милтон-Джонс, Делиша
Делиша Милтон-Джонс (англ. DeLisha Milton-Jones; родилась 11 сентября 1974 года в Райсборо, штат Джорджия) — американская профессиональная баскетболистка, выступавшая в женской национальной баскетбольной ассоциации. Была выбрана на драфте ВНБА 1999 года в первом раунде под общим четвёртым номером командой «Лос-Анджелес Спаркс». Играла на позиции форварда. Олимпийская чемпионка 2000 и 2008 годов в составе национальной сборной США.

## Биография
Делиша Милтон-Джонс стала заниматься баскетболом в детстве, добилась значительных успехов, выступая за баскетбольную команду Института Брэдвелла, и была признана лучшей баскетболисткой среди учащихся старших школ США в 1992 и 1993 годах. После окончания школы, в 1993 году Делиша поступила в Университет Флориды. На протяжении четырёх лет она была одной из ведущих баскетболисток университетской команды «Гаторс», которая при ней неизменно участвовала в финальной стадии студенческого чемпионата. В 1997 году Милтон-Джонс получила престижный приз имени Лили Маргарет Уэйд, а также была включена в символическую сборную лучших игроков студенческого чемпионата. Она окончила университет по специальности спортивный менеджмент и была удостоена университетской награды за общественную деятельность.
В 1997 году Милтон-Джонс была выбрана под вторым номером на драфте Американской баскетбольной лиги (АБЛ) клубом «Портленд Пауэр», за который она провела два сезона. После закрытия АБЛ в 1999 году Милтон-Джонс была выбрана на драфте женской НБА под четвёртым номером клубом «Лос-Анджелес Спаркс».
С первого сезона Делиша стала основным игроком «Спаркс» и помогла команде впервые в её истории выйти в плей-офф. В 2000 году Милтон-Джонс впервые приняла участие в Матче всех звёзд женской НБА, а в 2001 и 2002 годах помогла «Спаркс» выиграть чемпионат. В 2005 году Милтон-Джонс была обменяна в клуб «Вашингтон Мистикс» на Чамику Холдсклоу и право выбора в первом раунде драфта. В «Мистикс» Делиша провела три сезона, в 2007 году вновь участвовала в Матче всех звёзд. В 2008 году Милтон-Джонс вернулась в «Спаркс».
Во время перерывов между сезонами женской НБА Милтон-Джонс выступала за европейские клубы: в 2001 и 2002 годах играла за итальянскую «Парму», в 2002, 2003 и 2004 — за екатеринбургский УГМК, в составе которого становилась бронзовым призёром Мировой Лиги ФИБА, чемпионом Евролиги, это же достижения она повторила с чешским клубом «Гамбринус Брно» в сезоне 2005/2006. Также в составе Гамбринуса в 2005 году Делиша выиграла серебро Мировой лиги. С 2006 по 2009 играла за испанскую «Валенсию».
В 2005 году Делиша некоторое время исполняла обязанности главного тренера мужского профессионального баскетбольного клуба Американской баскетбольной ассоциации «Лос-Анджелес Старс», за который выступал её муж Роланд Джонс. Милтон-Джонс стала второй (после Эшли Макэлиней) в истории женщиной, тренировавшей мужскую профессиональную баскетбольную команду.
В составе женской сборной США Милтон-Джонс побеждала на летней Универсиаде 1997 года, на чемпионатах мира 1998 и 2002 годов, Олимпийских играх 2000 и 2008 годов.